# Операција Црвени пас
Операција Црвени пас (енгл. Operation Red Dog) је било кодно име за план групе канадских и америчких плаћеника, повезаних са Кју-клукс-кланом и групама које промовишу супериорност беле расе, да збаце владу Доминике, и врате на власт бившег премијера Патрика Џона. Главни планери су били Американац Мајк Перду, члан Кју-клукс-клана, канадски неонациста Волфганг Дреге и барбадошки шверцер оружјем Сидни Барнет-Алине. Након што су амерички федерални агенти у Њу Орлеансу открили и осујетили план, медији су га назвали „Bayou of Pigs“, алудирајући на неуспешну инвазију у Заливу свиња из 1961.

## План
Цела идеја потиче од дугогодишњег члана Кју-клукс-клана Мајка Пердуа. Перду је упознао Волфганга Дрегеа 1979. преко Дејвида Дјука. Те године Перду је изнео свој план за заузимање мале острвске државе Гренаде, како би тамо започео неколико уносних послова. Договорено је да Дреге пронађе средства и ресурсе за операцију. На почетку је у операцију био укључен и Дон Ендруз, али се повукао након што је Перду одлучио да уместо Гренаде заузму Доминику. Ернију Полију и Роџеру Дермију, члановима Кју-клукс-клана, плаћено је 3.000 долара да посете Доминику и извиде стање на терену. Према неким тврдњама, операцију су финансирали канадски неонациста Мартин К. Вајхе, као и Џејмс Вајт из Хјустона и Л. Е. Метјуз из Џексона у Мисисипију.
План је био да бродом дођу до Доминике и да се гуменим чамцима пребаце до Џона и његове импровизоване војске. Међутим, у фебруару 1981, капетан и посада брода којима је плаћено да превезу заверенике до Доминике су одустали од договора. Перду се након тога обратио локалном капетану брода и ветерану Вијетнамског рата, Мајклу С. Хауелу. Перду се представио као агент Централне обавештајне агенције, говорећи Хауелу да је агенцији потребан брод за тајне операције. Хауел је након разговора контактирао Биро за алкохол, дуван и оружје. 
Дана 25. априла, бивши премијер Патрик Џон је ухапшен на Доминици. Када је Перду сазнао за хапшење, као и да њихов план више није тајна, инсистирао је да се мисија настави. Два дана касније, 27. априла, група у којој су била и три агената Бироа за алкохол, дуван и оружје, састала се на договореном месту и кренула према луци, где их је чекала полиција.

## Хапшење
Федерални агенти су ухапсили Дрегеа и још осам мушкараца, укључујући Џејмса Александра Маквиртера и Дона Блека, који је касније основао Стормфронт, сајт белих националиста. Ухапшени су док су се спремали да се укрцају на брод, а код себе су имали аутоматско оружје, пушке, пиштоље, динамит, муницију, као и црне и беле нацистичке заставе.

## Суђење и каснији догађаји
Вођа завереника Мајк Перду и још шесторица учесника признали су кривицу за кршење Закона о неутралности, док су још двојица проглашени кривим након суђења. Осуђени су на трогодишње затворске казне.
Дон Блек је током боравка у затвору похађао часове програмирања. Након изласка из затвора основао је Стормфронт, форум беле националистичке заједнице. Стормфронт се сматра „првим великим сајтом мржње“ на интернету.
Канадски новинар Стјуарт Бел је у августу 2008. објавио књигу о операцији.